# Сан-Торкату
Сан-Торкату (порт. São Torcato) — район (фрегезия) в Португалии, входит в округ Брага. Является составной частью муниципалитета Гимарайнш. Находится в составе крупной городской агломерации Большое Минью. По старому административному делению входил в провинцию Минью. Входит в экономико-статистический субрегион Аве, который входит в Северный регион. Население составляет 3624 человека на 2001 год. Занимает площадь 10,56 км².
Покровителем района считается Сан-Торкату (санту) (порт. São Torcato (santo)).